# Geprepareerde piano

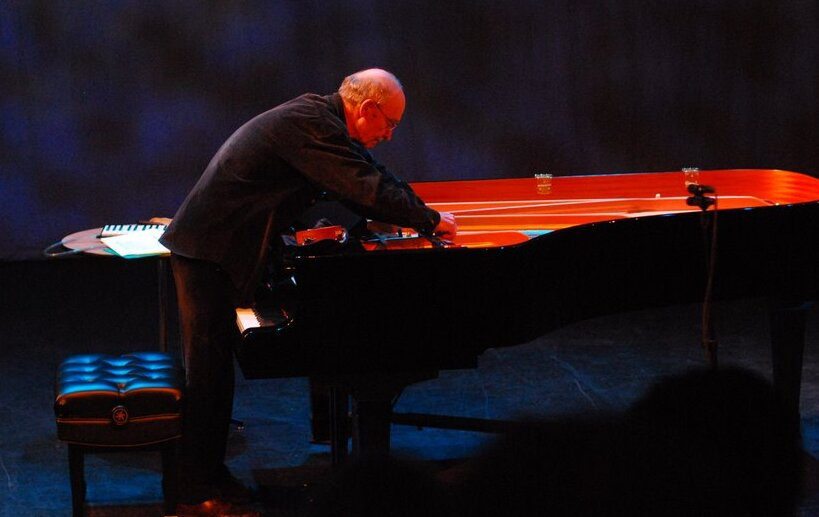
Christian Wolff en een geprepareerde piano, 2007.

Een geprepareerde piano (of prepared piano) is een piano waarbij op of onder een aantal van de snaren en/of hamers objecten worden geplaatst. Dit kan metaal, plastic, leer, rubber of nog iets anders zijn. De klankkleur van de getoucheerde snaar verandert daardoor lichtelijk tot ingrijpend, waarbij afhankelijk van het materiaal en de positie van het object tevens multiphonics kunnen ontstaan. Hoe de klankkleur van de tonen verandert, is te verklaren met snaarresonantie en de tabellen die gehanteerd worden bij 3rd bridge-gitaar.

## Voorloper
De luthéal is een vleugel zodanig geprepareerd dat de klankkleur veranderd kon worden. Het geluid ervan ligt tussen een harp, een klavecimbel en een pianoforte in. De luthéal is in 1922 door de Belg George Cloetens bedacht en daarmee een voorloper van de geprepareerde piano.

## John Cage
De term prepared piano werd bedacht door John Cage, die een stuk moest schrijven voor een auditorium waar geen ruimte was voor een slagwerkensemble maar wel een piano stond. Het bewerken van de piano bleek de oplossing, en in 1948 voltooide hij de Sonatas and Interludes for Prepared Piano. Cage gebruikte schroefjes, moertjes, spijkers, gummetjes, stukjes papier en vele andere materialen en schreef hierbij dikwijls zeer nauwkeurig voor welke soort en lengte of dikte nodig was en waar deze hulpmiddelen geplaatst dienen te worden om het gewenste effect te bereiken.

## Overige componisten
Nadien paste hij het instrument vaker toe, onder meer in zijn Pianoconcert. Andere componisten die het instrument hebben gebruikt zijn Arvo Pärt (in Tabula rasa) en Alfred Schnittke (in zijn eerste concerto grosso).
Brian Eno gebruikte op David Bowie's Low tapeloops van geprepareerde piano-stukken.
Tori Amos speelde in de jaren negentig in sommige composities op geprepareerde piano's. Ook Aphex Twin verwerkte de geprepareerde piano in zijn werk. Ook muzikanten als Fred Van Hove en Cor Fuhler gebruiken zogenaamde preparations met hun piano. De Amerikaanse pianist/songwriter Ben Folds gebruikt in zijn nummer Effington een live ter plekke geprepareerde piano.
Ook vonden veel experimenten plaats met andere soorten hulpmiddelen, zoals pingpongballen in een vleugel, papier tussen dempers en snaren, pedaaleffecten of het gebruik van slagwerkstokken en zelfs bekkens op de snaren.